# Condado de Melgar
El condado de Melgar es un título nobiliario español, concedido el 14 de febrero de 1490 por los Reyes Católicos a Bernardino Enríquez de Velasco, hijo segundogénito de Alonso Enríquez de Quiñones y de María de Velasco.
Es uno de los títulos nobiliarios a los que se les concedió la grandeza de primera clase en 1520, por el emperador Carlos V, misma que, fue subrogada y traspasada al ducado de Medina de Rioseco.
La denominación del título se refiere a la villa de Melgar de Arriba en la provincia de Valladolid que el rey Enrique IV había concedido en mayo de 1465 a Alonso Enríquez de Quiñones, padre del primer titular.

## Historia de los condes de Melgar
- Bernardino Enríquez de Velasco (m. abril de 1506),[4] I conde de Melgar[5][2] y contador mayor de los Reyes Católicos.[1] Casó el 6 de noviembre de 1490, con Isabel de Cabrera (m. 1493), hija de los III condes de Módica y hermana de la mujer de su hermano Fadrique.[6] Contrajo un segundo matrimonio con Beatriz de Mendoza y de la Cerda, hija de Álvaro de Mendoza y Guzmán, II conde de Castrojeríz, y Juana de la Cerda.[1][2] Sin descendencia de ninguno de sus matrimonios, a su muerte el condado de Melgar lo heredó su hermano Fadrique.[4]

- Fadrique Enríquez de Velasco, II conde de Melgar,[5] IV almirante de Castilla y V señor de Medina de Rioseco.[5]

Casó en Sicilia con Ana de Cabrera, condesa de Módica, no teniendo sucesión por lo que el almirantazgo y el condado recayó en su hermano Fernando.
- Fernando Enríquez de Velasco (m. después del 26 de junio de 1542), III conde de Melgar,[7] I duque de Medina de Rioseco,[8][9] y almirante de Castilla.

Casó con María Ana Girón, hija de Juan Téllez-Girón, II conde de Ureña y de Leonor de la Vega Velasco. Le sucedió su hijo:
- Luis Enríquez y Girón también llamado Luis Enríquez de Mendoza y Téllez-Girón, (m. Valladolid, 24 de septiembre de 1572),[9] IV conde de Melgar,[7] II duque de Medina de Rioseco,[9]  almirante de Castilla y caballero de la Orden del Toisón de Oro.

Casó con Ana de Cabrera y Moncada, VI condesa de Módica, Le sucedió su hijo:
- Luis Enríquez de Cabrera (m. 26 de mayo de 1596), V conde de Melgar,[11] III duque de Medina de Rioseco,[12][8] VII conde de Módica,[12] VIII conde de Osona, XVII vizconde de Cabrera,[12] XXXII vizconde de Bas,[12] almirante de Castilla y caballero de la Orden del Toisón de Oro.[8] Enajenó ambos viscondados y el condado de Osona, con autorización real, a Francisco de Moncada.

Contrajo matrimonio el 26 de mayo de 1596 con Ana de Mendoza.  Le sucedió su hijo:
- Luis Enríquez de Cabrera y Mendoza (m. 16 de agosto de 1600), VI conde de Melgar desde el 26 de mayo de 1596,[11] IV duque de Medina de Rioseco,[12] almirante de Castilla y caballero de la Orden del Toisón de Oro.[12]

Casó el 31 de diciembre de 1587 con Vittoria Colonna. Le sucedió su hijo:
- Juan Alfonso Enríquez de Cabrera y Colonna (1599-Madrid, 7 de febrero de 1647), VII conde de Melgar,[11] V duque de Medina de Rioseco,[8][12] almirante de Castilla, virrey de Nápoles, mayordomo mayor del rey y consejero de Estado y Guerra.

Casó en primeras nupcias con Francisca de Sandoval y Padilla y en segundas, 28 de noviembre de 1612 con Luisa de Sandoval y Padilla, hermana de su primera esposa. Le sucedió su hijo del segundo matrimonio:
- Juan Gaspar Enríquez de Cabrera y Sandoval (Madrid, 10 de julio de 1625-Madrid, 25 de septiembre de 1691), VIII conde de Melgar,[14] VI duque de Medina de Rioseco,[8][13] almirante de Castilla, caballerizo mayor del rey y consejero de Estado y Guerra.

Contrajo un primer matrimonio el 19 de enero de 1641 con Elvira Ponce de León y de Toledo (m. 30 de septiembre de 1691), del cual era su segundo matrimonio, y en segundas nupcias casó con Leonor de Rojas Enríquez. Le sucedió su hijo del primer matrimonio:
- Juan Tomás Enríquez de Cabrera y Álvarez de Toledo (Génova, 1646-Lisboa, 23 de junio de 1705),[13] IX conde de Melgar,[14] VII duque de Medina de Rioseco,[8][13] caballerizo mayor, consejero de Estado, gobernador de Milán, virrey de Cataluña, capitán general de Costas del Mar Océano.

Casó en primeras nupcias el 9 de septiembre de 1662 con Ana Catalina de la Cerda y Enríquez (m. 28 de febrero de 1696) y en segundas el 1 de junio de 1697 con Ana Catalina de la Cerda y Aragón, sobrina carnal de su primera esposa (m. 10 de diciembre de 1698). Fue el IX y último almirante de Castilla ya que el almirantazgo fue suprimido debido al apoyo que había prestado al archiduque Carlos V y su oposición a Felipe V de España. Había sido nombrado embajador en París en septiembre de 1702, cargo que consideró una afrenta, y desobedeciendo al rey, se exilió en Portugal en vez de dirigirse a la embajada en París.  Le sucedió su hermano:
- Luis Enríquez de Cabrera y Álvarez de Toledo (m. 1713), X conde de Melgar,[16] y VIII duque de Medina de Rioseco.[13]

Contrajo matrimonio el 1 de mayo de 1674 con Teresa Enríquez de Almansa, IX marquesa de Alcañices, III marquesa de Santiago de Oropesa, señora de Almansa y de Loyola.  Le sucedió su hijo:
- Pascual Enríquez de Cabrera y Almansa  (Madrid, mayo de 1682-21 de enero de 1739), XI conde de Melgar,[17] IX duque de Medina de Rioseco,[8][13] X marqués de Alcañices,[13] IV marqués de Santiago de Oropesa.[13]

Casó el 25 de agosto de 1709 con Josefa María Pacheco y Rojas (también llamada Josefa María Pacheco Téllez-Girón), sin sucesión de su matrimonio, le sucedió después de un largo pleito, su pariente de una rama colateral:
- Francisco Alfonso Pimentel Vigil de Quiñones (m. 2 de noviembre de 1763), XII conde de Melgar,[18] X duque de Medina de Rioseco,[13] XIV conde de Benavente, XI duque de Benavente y II duque de Arión.[13] Sucedió, por cesión, su hermano:[13]

- Ignacio Pimentel de Zúñiga (m. 3 de septiembre de 1764), XIII conde de Melgar,[19] XI duque de Medina de Rioseco,[20]  III duque de Arión y V conde de Fontanar.[20] Murió sin descendencia y le sucedió su primo:[21]

- Joaquín María Enríquez Pimentel y Toledo (m. 26 de octubre de 1792), XIV conde de Melgar [22] y XII duque de Medina de Rioseco.[20]

Casó el 8 de enero de 1746 con María Bernarda de Cernesio y Guzmán (m. 1802). Tuvieron solamente una hija, María Petronila de Alcántara Enríquez y Cernecio que fue VII marquesa de Mancera, VIII marquesa de Malpica, IX marquesa de Povar, VI marquesa de Montalbo, VII condesa de Gondomar.  Sucedió en el ducado de Medina de Rioseco y el condado de Melgar, por falta de descendencia masculina, su hermano:
- Serafín Pimentel y Álvarez de Toledo (m. 25 de enero de 1799), XV conde de Melgar,[23] XIII duque de Medina de Rioseco,[20] VIII marqués de Mirabel, V conde de Berantevilla y mariscal de campo.

Casó el 9 de enero de 1793 con María Ángela Fernández de Córdoba. Murió sin descendencia y, después de un pleito, le sucedió en el ducado su pariente de una rama colateral, nieto de María Josefa Pimentel y Téllez-Girón, XV condesa y XII duquesa de Benavente:
- Pedro de Alcántara Téllez-Girón y Beaufort Spontin (m. 29 de agosto de 1844), XVI conde de Melgar,[23] XIV duque de Medina de Rioseco,[20] XI duque de Osuna, XII duque de Lerma, XII marqués del Cenete, XIV duque del Infantado, XIII duque de Benavente, XV duque de Gandía, XIV duque de Béjar y XIII duque de Arcos.[20] Le sucedió su hermano.[20]

- Mariano Francisco de Borja Téllez Girón y Beaufort-Spontin (2 de junio de 1882), XVII conde de Melgar,[23] XV duque de Medina de Rioseco,[20] XII duque de Osuna, XIII duque de Lerma, XIII marqués de Cenete, XV duque del Infantado, XIV duque de Benavente, XVI duque de Gandía, XV duque de Béjar y XIV duque de Arcos.[20]  Murió sin descendencia y sus títulos se repartieron entre varios herederos.[20] En el condado de Melgar sucedió su sobrina:

- María del Rosario Téllez-Girón y Fernández Velasco (23 de septiembre de 1840-Madrid, 15 de febrero de 1896), XVIII condesa de Melgar,[21] XVI duquesa de Béjar,[24] XIV marquesa de Peñafiel, XVII marquesa de Gibraleón, XXIV condesa de Luna, XVII condesa de Oliva, XIX vizcondesa de la Puebla de Alcocer, dama de la reina regente María Cristina y dama de la Orden de María Luisa.[24]

Casó el 30 de junio de 1859, en Alicante, con su primo segundo Luis Manuel Roca de Togores y Roca de Togores, I marqués de Asprillas, caballero de la Orden de Calabraba y de la real maestranza de Valnecia, gentilhombre de cámara con ejercicio y servidumbre, vicepresidente del senado y senador vitalicio. Sucedió su hija:
- María del Rosario Roca de Togores y Téllez-Girón, XIX condesa de Melgar

Casó el 30 de junio de 1890, en Madrid, con Domingo de Aguilera y Hernández de Tejada. Sucedió su hermano:
- Luis Roca de Togores y Téllez-Girón (Elche, 16 de septiembre de 1864-26 de noviembre de 1940), XX conde de Melgar[21] y XVIII duque de Béjar.[24]

Casó el 31 de mayo de 1889, en Madrid, con Victoriana Tordesillas y Fernández-Casariego. Sucedió su hija por decreto de convalidación 2140 de 19 de noviembre de 1959:
- María del Rosario Roca de Togores y Tordesillas (Benavente, 24 de agosto de 1899-1991), XX (XXI) condesa de Melgar.[21]

Casó con José María Melgarejo y Escario (1892-1949), caballero de la Orden de Montesa. Sucedió su hijo:
- José María Melgarejo y Roca de Togores, XXI (XXII) conde de Melgar, caballero de la Real Maestranza de Caballería de Valencia y de la orden constantiniana de San Jorge.[26]

Casó con Felicha Aniel-Quiroga y Estazatos (m. 11 de febrero de 1989). Sucedió su hijo en 2014:
- José Manuel Melgarejo y Aniel-Quiroga (Ginebra, 19 de octubre de 1961-), XXII (XXIII) conde de Melgar.[26]